# Poarta Albă
Poarta Albă (letteralmente Porta Bianca, in turco Alakapı) è un comune della Romania di 4 756 abitanti, ubicato nel distretto di Costanza, nella regione storica della Dobrugia.
Il comune è formato dall'unione di 2 villaggi: Nazarcea e Poarta Albă.